# Humanoid City Live
Humanoid City Live je koncertní album a DVD německé skupiny Tokio Hotel, vydané v roce 2010. Live nahrávka byla pořízena na koncertu v italském Miláně v hale Mediolanum, během turné Welcome to Humanoid City. DVD obsahuje též bonusy - novou epizodu z "Tokio Hotel TV" - backstage videa a fotogalerii.
Během koncertu skupina zahrála 19 písniček z anglického track listu. Na Humanoid Tour střídala totiž tracklisty dva – „německý“ a „anglický“. Oba obsahovaly skladby jak z tehdy aktuálně nejnovějšího alba Humanoid, tak z alb předešlých - Zimmer 483, Scream a Schrei.

## Seznam skladeb
1. "Noise (Live)" - album Humanoid
2. "Human Connect To Human (Live)"
3. "Break Away (Live)"
4. "Pain Of Love (Live)"
5. "World Behind My Wall (Live)"
6. "Hey You (Live)" - album Humanoid
7. "Alien (English Version) (Live)"
8. "Ready, Set, Go! (Live)"
9. "Humanoid (German Version) (Live)"
10. "Phantomrider (Live)"
11. "Dogs Unleashed (Live)"
12. "Love & Death (Live)"
13. "In Your Shadow (I Can Shine) (Live)"
14. "Automatic (Live)"
15. "Screamin' (Live)"
16. "Darkside Of The Sun (Live)"
17. "Zoom Into Me (Live)"
18. "Monsoon (Live)"
19. "Forever Now (Live)"